# Neulehe
Neulehe ist eine Gemeinde im Landkreis Emsland in Niedersachsen. Sie gehört der Samtgemeinde Dörpen an, die ihren Verwaltungssitz in der Gemeinde Dörpen hat.

## Geografie

### Geografische Lage
Die Gemeinde Neulehe liegt im nördlichen Teil des Landkreises zwischen Leer und Meppen am Küstenkanal.

### Nachbargemeinden
Nachbargemeinden sind im Norden die Stadt Papenburg, im Osten die Gemeinde Surwold in der Samtgemeinde Nordhümmling, im Süden die Gemeinde Dörpen und im Westen die Gemeinde Lehe.

## Geschichte

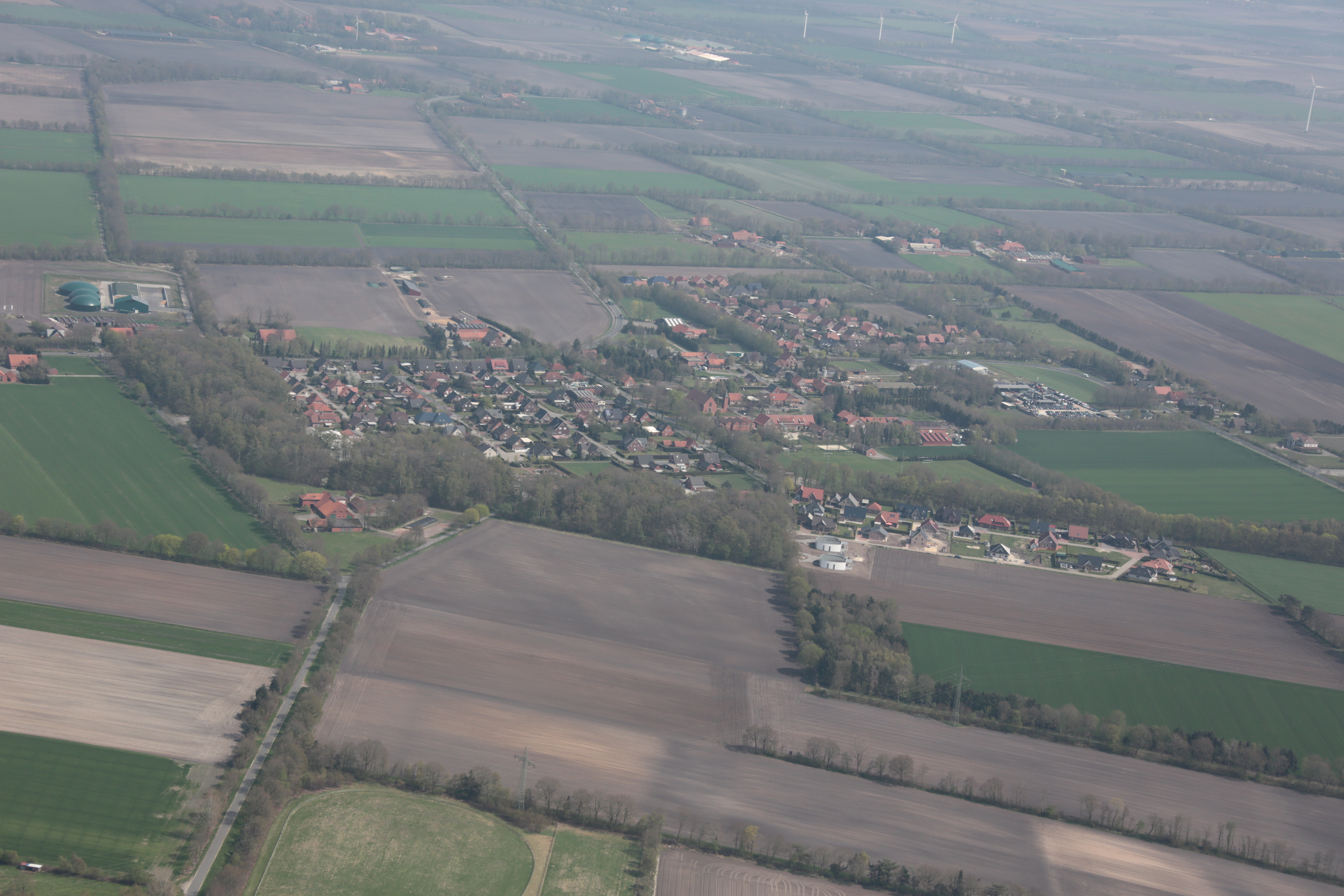
Luftaufnahme von Neulehe (2013)

Neulehe wurde 1788 durch den münsterschen Fürstbischof Maximilian Franz von Österreich als Moorkolonie nordöstlich von Dörpen gegründet. Sie erhielt den Namen nach dem nächstgelegenen schon bestehenden Dorf Lehe.
Im Rahmen der Erschließung der rechtsemsischen Moore wurde mit 11 Siedlerstellen 1936/37 die Siedlung A gegründet. Diese gehörte eigentlich zur Gemeinde Surwold. Neulehe wurde 1939 mit der Siedlung A unter dem neuen Namen Eggershausen vereinigt. Nach dem Zweiten Weltkrieg wurde die Umbenennung wieder rückgängig gemacht.
Neulehe war bis zur niedersächsischen Gemeindereform, die am 1. Januar 1973 in Kraft trat, eine Mitgliedsgemeinde der Samtgemeinde Aschendorf/Ems. Seit der Gemeindereform ist sie eine Mitgliedsgemeinde der Samtgemeinde Dörpen.

## Gemeinderat
Der Gemeinderat aus Neulehe setzt sich aus 9 Ratsfrauen und Ratsherren zusammen. Ihm gehören nach der Kommunalwahl vom 12. September 2021 drei Parteien bzw. Gruppen an.
- WGN – 4 Sitze
- CDU – 3 Sitze
- UWG – 2 Sitze

## Kultur und Sehenswürdigkeiten

### Bauwerke
- Kirche mit der Madonna der Fahrensleute

### Regelmäßige Veranstaltungen
- Schützenfest am letzten Wochenende im Juni

## Verkehr
Die Landesstraße 62 von Aschendorf/Ems nach Börger führt mitten durch die Gemeinde. Die Bundesstraße 401 verläuft im Süden an der Gemeindegrenze parallel zum Küstenkanal entlang. Über diese Bundesstraße kann der etwa 15 Kilometer westlich gelegene Autobahnanschluss der Bundesautobahn 31 in Dörpen erreicht werden.